# Yoon Hyun
Yoon Hyun (en coreano: 윤현; 5 de abril de 1966) es un deportista surcoreano que compitió en judo.
Participó en los Juegos Olímpicos de Barcelona 1992, obteniendo una medalla de plata en la categoría de –60 kg. Ganó dos medallas en el Campeonato Mundial de Judo en los años 1989 y 1991, y una medalla en el Campeonato Asiático de Judo de 1991.

## Palmarés internacional
| Juegos Olímpicos    | Juegos Olímpicos      | Juegos Olímpicos  | Juegos Olímpicos |
| Año                 | Lugar                 | Medalla           | Categoría        |
| ------------------- | --------------------- | ----------------- | ---------------- |
| 1992                | Barcelona (España)    | Medalla de plata  | –60 kg           |
| Campeonato Mundial  |                       |                   |                  |
| Año                 | Lugar                 | Medalla           | Categoría        |
| 1989                | Belgrado (Yugoslavia) | Medalla de bronce | –60 kg           |
| 1991                | Barcelona (España)    | Medalla de plata  | –60 kg           |
| Campeonato Asiático |                       |                   |                  |
| Año                 | Lugar                 | Medalla           | Categoría        |
| 1991                | Osaka (Japón)         | Medalla de oro    | –60 kg           |